# NGC 4753
NGC 4753 (również PGC 43671 lub UGC 8009) – galaktyka soczewkowata (S0), znajdująca się w gwiazdozbiorze Panny. Odkrył ją William Herschel 22 lutego 1784 roku.
W galaktyce tej zaobserwowano supernowe SN 1965I i SN 1983G.